# Ces gens-là
Ces gens-là ist ein von Jacques Brel geschriebenes und interpretiertes Chanson, das von Barclay Records produziert und 1965 im Pouchenel-Verlag in Brüssel veröffentlicht wurde. Es ist ein sehr dunkles Chanson in langsamem Dreivierteltakt mit einer sich wiederholenden Melodie. Sein Thema ist die Verzweiflung über eine unmögliche Liebe.

## Text
Der Erzähler spricht einen Dritten (einen gewissen „Monsieur“) an und stellt ihm die verschiedenen Mitglieder einer Familie vor, deren Leben er als besonders mittelmäßig und kleinlich beschreibt. Im Gegensatz zu ihrer Unbeweglichkeit, von der er sich distanziert, steht sein eigenes Streben nach Bewegung und Veränderung.
Als letztes Familienmitglied kommt der Erzähler auf ein Mädchen zu sprechen, die schöne Frida, die er leidenschaftlich liebt. Obwohl ihre Liebe auf Gegenseitigkeit beruht, verwehrt die Familie dem Paar die Heirat, weil der Verehrer ihrer Tochter nicht würdig sei. Dies erklärt möglicherweise die vorherigen Feindseligkeiten des Erzählers gegenüber der Familie und seine Kritik an ihren kleinbürgerlichen Anschauungen, ähnlich wie in seinem Chanson Les bourgeois.
Das Lied endet mit dem Rückzug des Erzählers, der nicht länger von Fridas Versprechen wegzugehen und ihm zu folgen getäuscht wird. Er verabschiedet sich von seinem Gesprächspartner und sagt, dass er nach Hause gehen muss.
Der Vortrag beginnt moderat, steigert sich allmählich und explodiert in dem Moment, als der Erzähler Frida beschwört und seine Leidenschaft für sie zum Ausdruck bringt. Anschließend verebbt er in einer Stimmung der Resignation, mit der das Lied endet.

## Geschichte
Brel war sein ganzes Leben lang neugierig auf andere Menschen und ihr Leben. Auf seinen Tourneen durch die französische Provinz nahm er gerne jede sich bietende Gelegenheit wahr, andere Menschen kennenzulernen. Beobachtungen, die er bei solchen Begegnungen machte, verarbeitete er in seinen Chansons. So führte Brels Akkordeonist Jean Corti sämtliche Mitglieder der in Ces gens-là besungenen Familie auf Menschen zurück, die Brel irgendwo einmal kennengelernt hatte.
Das Lied wurde am 6. November 1965 für Barclay aufgenommen. Diese Aufnahme dauert 4 Minuten und 38 Sekunden. Am 5. Februar 1966 belegte sie den achten Platz in den französischen Charts.
Das Manuskript des Liedtextes wurde am 8. Oktober 2008 von Sotheby’s im Rahmen einer Auktion von privaten Hinterlassenschaften des Sängers anlässlich seines 30-jährigen Todestages in Paris versteigert. Es wurde auf 6.000 bis 8.000 Euro geschätzt und für 60.750 Euro verkauft.

## Cover
Das Chanson wurde von mehreren Künstlern gecovert.
So interpretierte Ange es 1973 auf dem Album Le Cimetière des Arlequins (und 1977 auf dem Album Tome VI). Die Band nutzt nur die ersten drei Verse. Der vierte, der die Leidenschaft für Frida heraufbeschwört, wird durch ein Instrumentalsolo ersetzt. Die Erklärung für das Fehlen des vierten Verses findet sich im Libretto des Albums: „Bei Jacques Brel haben wir es nicht gewagt, ihm Frida zu nehmen“.
Das Chanson wurde auch in diversen Kompilationen anderer Künstler zu Ehren Brels aufgenommen, so von French B. 1993 in Brel, Québec City, Michel Delpech 1998 in Ils chantent Brel und Noir Désir 1998 in Aux suivants. Die Band singt dieses Chanson mehrmals im Konzert und es ist auch auf dem Album Noir Désir en public aus dem Jahr 2002 zu hören.
Ebenso nahm Florent Pagny 2007 eine Version für sein Album Pagny chante Brel auf.
Oxmo Puccino, aus diesem Grund auch „Black Jack Brel“ genannt, hat dieses Chanson im Jahr 2000 auf der Kompilation L'Hip-hopée: La Grande Épopée du rap français aufgenommen. Er singt die Texte originalgetreu, unterscheidet sich dennoch vom Original im Wortlaut des Dialogs mit Frida.
Abd al Malik hat das Chanson 2006 auch in seinem Titel Les Autres auf dem Album Gibraltar wieder aufgegriffen.